# Rezoluția 442 a Consiliului de Securitate al ONU
Rezoluția 442 a Consiliului de Securitate al Organizației Națiunilor Unite, adoptată în unanimitate la 6 decembrie 1978, după examinarea cererii de aderare a Federației Dominica și cercetarea raportului întocmit de Comitetul pentru admiterea de noi membri, a recomandat Adunării Generale admiterea Dominicăi ca stat membru al Organizației Națiunilor Unite.

## Efect
Adunarea Generală a admis Dominica ca stat membru al Organizației Națiunilor Unite la 18 decembrie 1978.